# Allemant (Aisne)
Allemant és un municipi francès situat al departament de l'Aisne i a la regió dels Alts de França. L'any 2007 tenia 171 habitants.

## Demografia

### Població
El 2007 la població de fet d'Allemant era de 171 persones. Hi havia 56 famílies de les quals 8 eren unipersonals (4 homes vivint sols i 4 dones vivint soles), 16 parelles sense fills, 24 parelles amb fills i 8 famílies monoparentals amb fills.
La població ha evolucionat segons el següent gràfic:
Habitants censats

### Habitatges
El 2007 hi havia 65 habitatges, 57 eren l'habitatge principal de la família, 2 eren segones residències i 6 estaven desocupats. Tots els 65 habitatges eren cases. Dels 57 habitatges principals, 47 estaven ocupats pels seus propietaris i 10 estaven llogats i ocupats pels llogaters; 1 tenia dues cambres, 8 en tenien tres, 19 en tenien quatre i 29 en tenien cinc o més. 36 habitatges disposaven pel capbaix d'una plaça de pàrquing. A 22 habitatges hi havia un automòbil i a 32 n'hi havia dos o més.

### Piràmide de població
La piràmide de població per edats i sexe el 2009 era:
| Homes | Edats   | Dones |
| ----- | ------- | ----- |
| 0     | 95 o +  | 0     |
| 0     | 90 a 94 | 0     |
| 0     | 85 a 89 | 0     |
| 0     | 80 a 84 | 4     |
| 0     | 75 a 79 | 0     |
| 4     | 70 a 74 | 0     |
| 0     | 65 a 69 | 4     |
| 4     | 60 a 64 | 4     |
| 0     | 55 a 59 | 0     |
| 0     | 50 a 54 | 4     |
| 8     | 45 a 49 | 8     |
| 8     | 40 a 44 | 0     |
| 4     | 35 a 39 | 4     |
| 4     | 30 a 34 | 4     |
| 0     | 25 a 29 | 4     |
| 8     | 20 a 24 | 4     |
| 0     | 15 a 19 | 4     |
| 16    | 10 a 14 | 4     |
| 4     | 5 a 9   | 4     |
| 0     | 0 a 4   | 0     |

## Economia
El 2007 la població en edat de treballar era de 120 persones, 86 eren actives i 34 eren inactives. De les 86 persones actives 78 estaven ocupades (48 homes i 30 dones) i 8 estaven aturades (2 homes i 6 dones). De les 34 persones inactives 11 estaven jubilades, 14 estaven estudiant i 9 estaven classificades com a «altres inactius».

### Ingressos
El 2009 a Allemant hi havia 64 unitats fiscals que integraven 176 persones, la mediana anual d'ingressos fiscals per persona era de 16.438 €.

### Activitats econòmiques
Dels 4 establiments que hi havia el 2007, 1 era d'una empresa extractiva, 1 d'una empresa de transport i 2 d'empreses de serveis.

## Poblacions més properes
El següent diagrama mostra les poblacions més properes.